# Парламентські вибори в Білорусі 2012

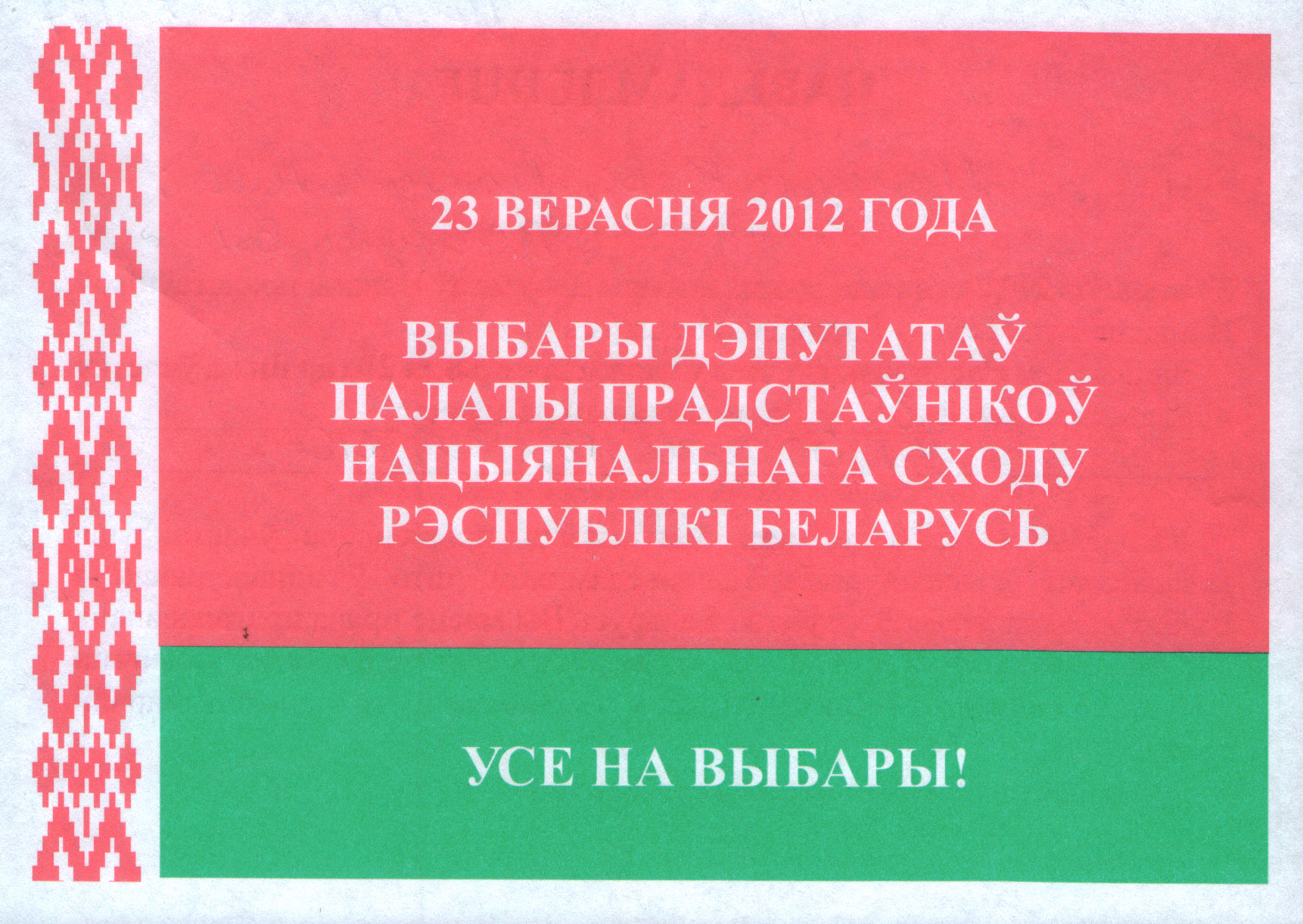
Запрошення до участі у виборах

Вибори депутатів Палати представників Національних зборів Республіки Білорусь (біл. Выбары дэпутатаў Палаты прадстаўнікоў Нацыянальнага сходу Рэспублікі Беларусь) відбулися 23 вересня 2012 року. На них вибиралося 110 депутатів в одномандатних округах; у першому турі було обрано 109 депутатів — у Новобілицькому окрузі Гомеля вибори не відбулися. Всього на 110 місць у парламенті було 294 кандидати. За попередніми даними, явка виборців становила 74,2 %. До Палати представників не було вибрано жодного представника опозиції. Опозиційні сили масово бойкотували вибори, а за тиждень до голосування дві найбільші опозиційні партії Білорусі — Об'єднана громадянська партія і Білоруський народний фронт — знялися з виборів у знак протесту проти нечесних, на їхню думку, виборів і закликали співвітчизників бойкотувати голосування.
Станом на 24 вересня 2012 року міжнародні спостерігачі від ОБСЄ не визнали результати виборів і заявили про те, що «кандидати від початку були поставлені в нерівні умови». У свою чергу, президент Білорусі Олександр Лукашенко заявив, що парламентські вибори пройшли без порушень. Його підтримала місія від СНД, яка запевнила, що вибори відповідали світовим нормам.
| Партія                                                  | Кількість депутатів | Кількість депутатів         |  |
| Партія                                                  | Висунула кандидатів | Кількість обраних депутатів |  |
| ------------------------------------------------------- | ------------------- | --------------------------- |  |
| Ліберально-демократична партія                          | 93                  | 0                           |  |
| Об'єднана громадянська партія                           | 48                  | 0                           |  |
| Білоруська народний фронт                               | 33                  | 0                           |  |
| Комуністична партія Білорусі                            | 23                  | 3                           |  |
| Білоруська партія лівих «Справедливий світ»             | 32                  | 0                           |  |
| Білоруська соціал-демократична партія (Громада)         | 15                  | 0                           |  |
| Республіканська партія праці і справедливості           | 19                  | 1                           |  |
| Білоруська патріотична партія                           | 0                   | 0                           |  |
| Білоруська партія «Зелені»                              | 0                   | 0                           |  |
| Консервативно-Християнська Партія - БНФ                 | 0                   | 0                           |  |
| Партія «Білоруська соціал-демократична Громада»         | 0                   | 0                           |  |
| Соціал-демократична партія Народної Згоди               | 0                   | 0                           |  |
| Республіканська партія                                  | 0                   | 0                           |  |
| Білоруська аграрна партія                               | 1                   | 1                           |  |
| Білоруська соціально-спортивна партія                   | 1                   | 0                           |  |
| Партія свободи і прогресу                               | 0                   | 0                           |  |
| Партія Білоруська християнська демократія               | 0                   | 0                           |  |
| Білоруська партія робітників                            | 0                   | 0                           |  |
| Білоруська соціал-демократична партія (Народна Громада) | 0                   | 0                           |  |